# 興業合金
兴业合金材料集团有限公司（Xingye Alloy Materials Group Limited，港交所：505）是一家於香港交易所上市的工業公司，是中國高精度銅板帶製造商，興業銅業生產的所有產品均以三環品牌銷售。公司總部是浙江寧波慈溪。
前身為「興業銅業國際集團有限公司」。興業銅業於2007年12月於香港上市，招股價為1.7元，上市首日股價上升93.53%，為該年新股首日股價升幅第四大的新股。2016年，公司曾將名稱改為歡悅互娛控股有限公司（Huan Yue Interactive Holdings Limited）。2020年7月23日，公司名稱再度更改為兴业合金材料集团有限公司（Xingye Alloy Materials Group Limited）。

## 外部參考
1. ↑  .   [2007年12月28日]. （原始内容存档于2007年12月31日）.
2. ↑  . 智通財經網. 2020-07-17. （原始内容存档于2021-09-22）.

## 外部連結
- huanyue.com.hk （页面存档备份，存于）